# Lycomimus ampliatus
Lycomimus ampliatus är en skalbaggsart som först beskrevs av Johann Christoph Friedrich Klug 1825.  Lycomimus ampliatus ingår i släktet Lycomimus och familjen långhorningar. Inga underarter finns listade i Catalogue of Life.